# Bluf! (tijdschrift)

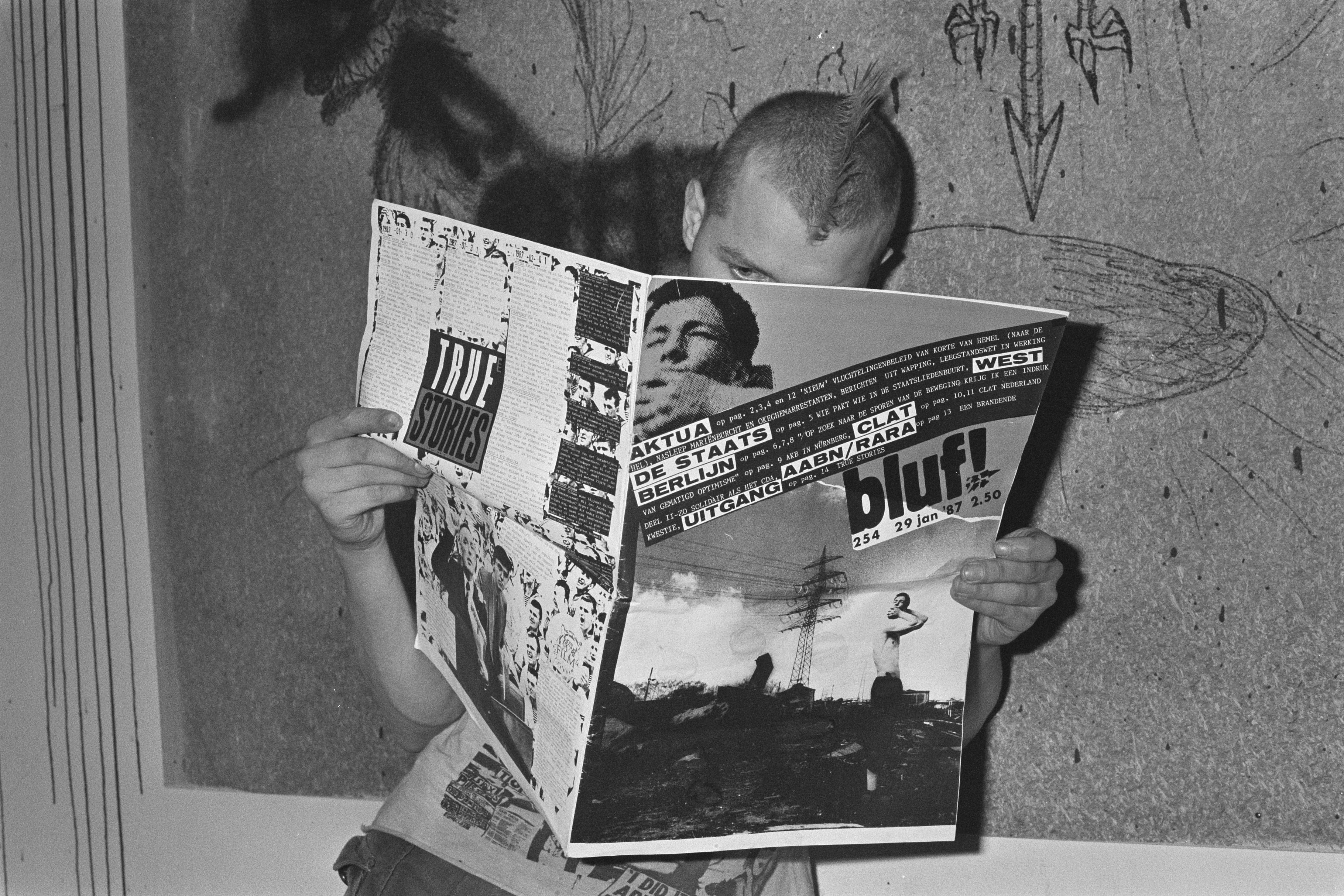
Bluf! (29 jan 1987)

Bluf! was een radicaal links Nederlands weekblad. Het verscheen tussen januari 1982 en april 1988 met in totaal 312 nummers. De hoogste vaste oplage was 2200 exemplaren. Hoewel het landelijk verspreid werd, werd het blad veelal beschouwd als zijnde gedomineerd door een 'Amsterdamse' visie. Het blad publiceerde vooral zaken over kraken, antimilitarisme, antikernenergie, antiracisme en antifascisme, anti-apartheid en vrouwenstrijd.
Het werd door velen, zowel voor- als tegenstanders, beschouwd als orgaan van de harde kern van de kraakbeweging.
Het tijdschrift maakte regelmatig nieuws door geruchtmakende onthullingen te publiceren, die vaak voortkwamen uit inbraken in kantoren en archieven. Zo onthulde de actiegroep 'De Wraak van Jhr. Mr. de Brauw' dat de overheid plannen maakte voor de bouw van kernenergiecentrales, terwijl het officiële beleid dat verbood. In 2008 bekende Tweede Kamerlid Wijnand Duyvendak van GroenLinks, destijds redactielid van Bluf!, betrokkenheid bij deze inbraak.
Ook publiceerde het blad gedetailleerde handleidingen voor het maken van brandbommen en werden er onder andere discussies gevoerd over de rechtvaardigheid van militant verzet. Een van de doelstellingen van het blad was een zo open en breed mogelijke discussie over actievormen en idealen, waarbij voor- en tegenstanders van uiteenlopende vormen van verzet, organisatie en samenleving met elkaar in debat gingen. Er wordt wel gesuggereerd dat het open discussieklimaat in activistenkringen in Nederland over het plegen van aanslagen erger heeft voorkomen, maar dat zou nader onderzocht moeten worden.
In 1985 liet het weekblad in een aantal opeenvolgende nummers activisten met verschillende visies aan het woord over het bezoek van Paus Johannes Paulus II. In de landelijke media trok toen een als provocatie bedoelde poster van het Komitee Anti-Pausbezoek (KAP) de aandacht, waarin een beloning van f 15.000 (€ 14.800 anno 2023) uitgeloofd werd voor het vermoorden van de paus tijdens diens bezoek aan Nederland. In Bluf! verschenen de poster en de bijbehorende oproep voorzien van een scherp afwijzend commentaar.
In 1985 overwoog de officier van justitie maatregelen tegen het blad omdat ze een artikel gepubliceerd hadden met als kop Inbreken kan iedereen. Hierin werden de namen, adressen en vakantieperiodes gepubliceerd van hoge ambtenaren.
Het blad is eenmaal in beslag genomen, wegens publicatie van een uitgelekt BVD-rapport. In 1995 heeft het Europese Hof voor de Rechten van de Mens de Staat der Nederlanden naar aanleiding hiervan veroordeeld tot een schadevergoeding van 60.000 gulden.